# Jan Hedh
Jan Gudmund Hedh, född 28 mars 1949, är en svensk bagare, konditor och konsult. 
Jan Hedh har skapat Cirkusakademiens prisstatyett Årets Charlie.